# Amateurfotografie

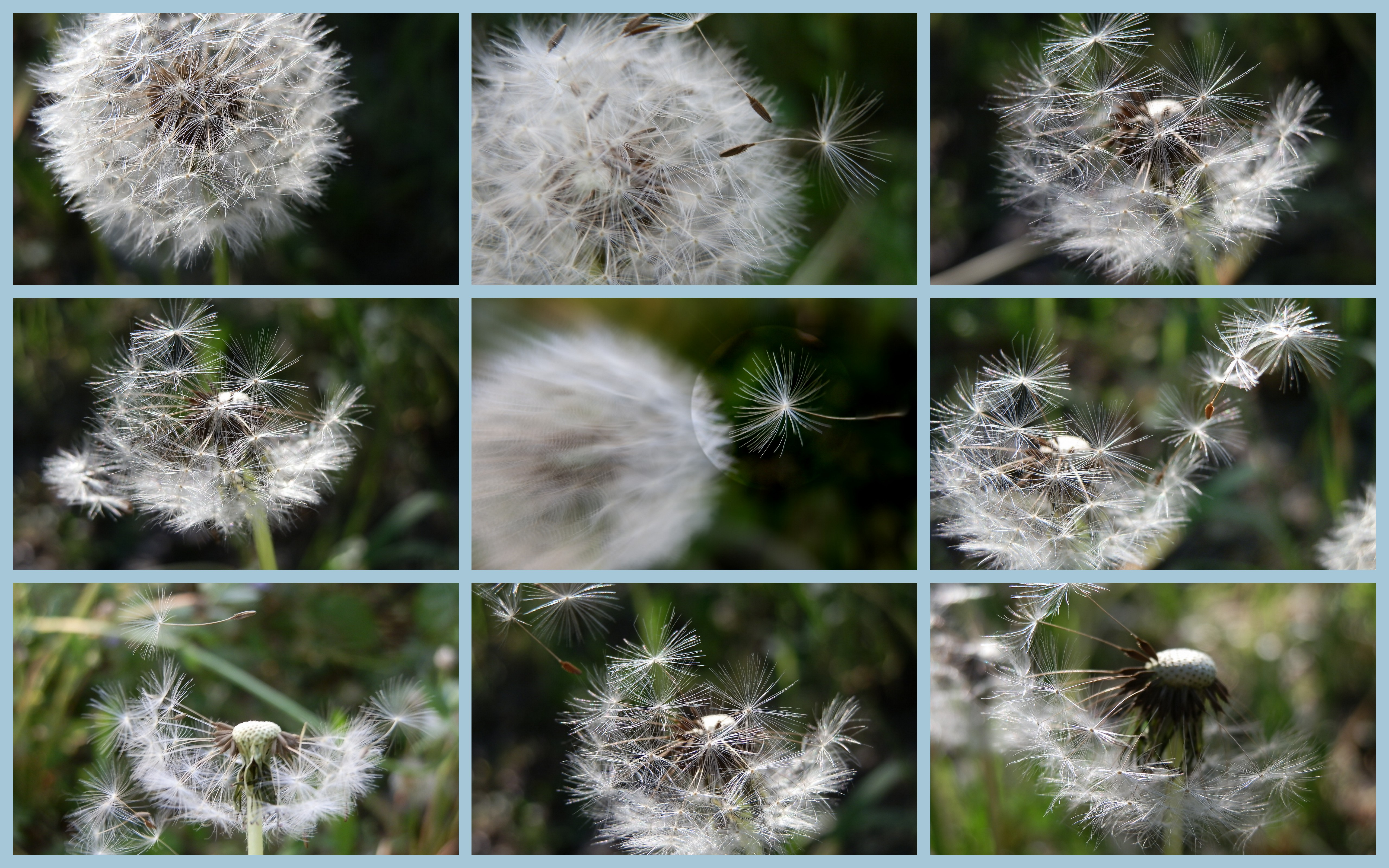
Bildsequenz eines Amateurfotografen bei Wikimedia

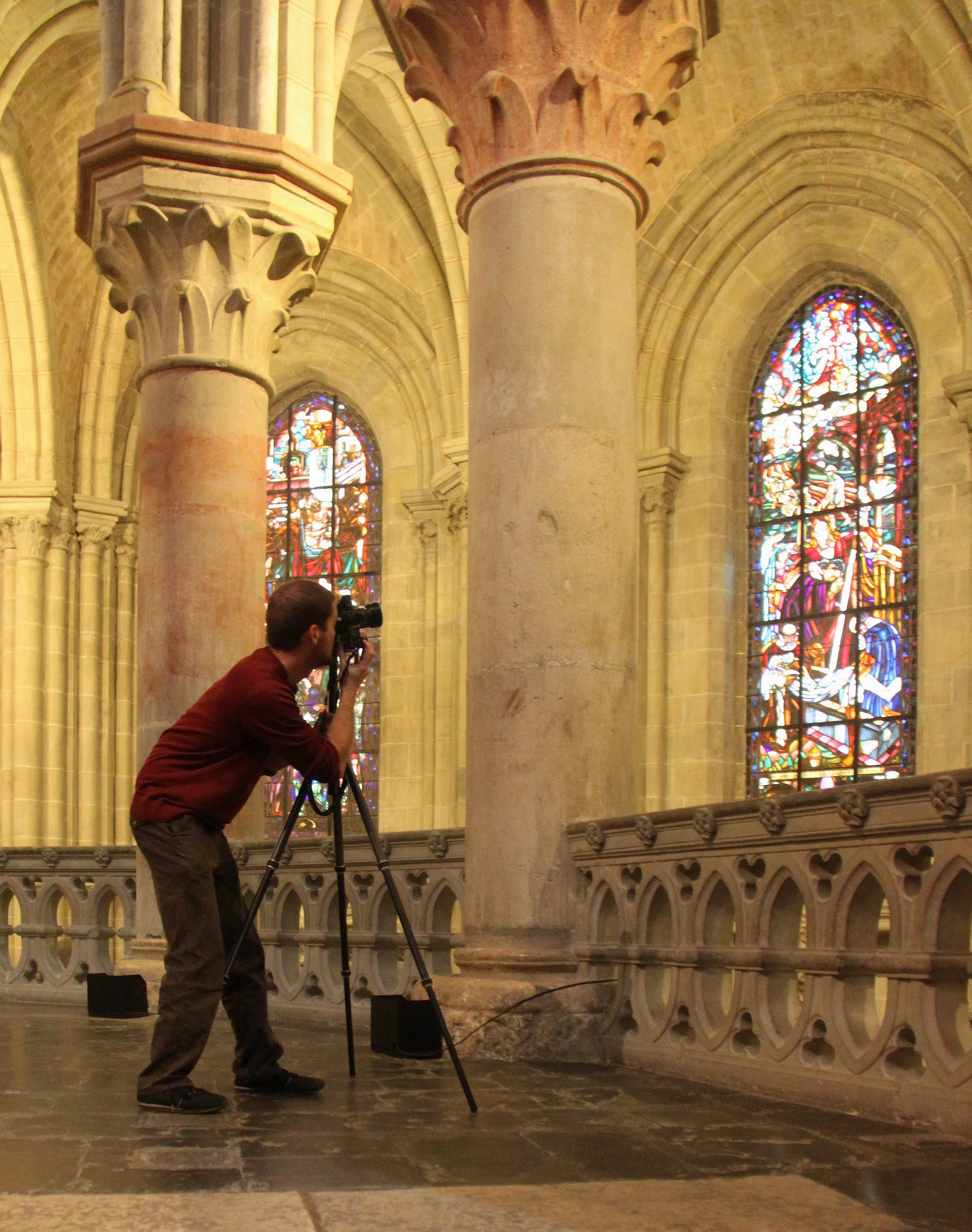
Amateurfotograf in der Architekturfotografie

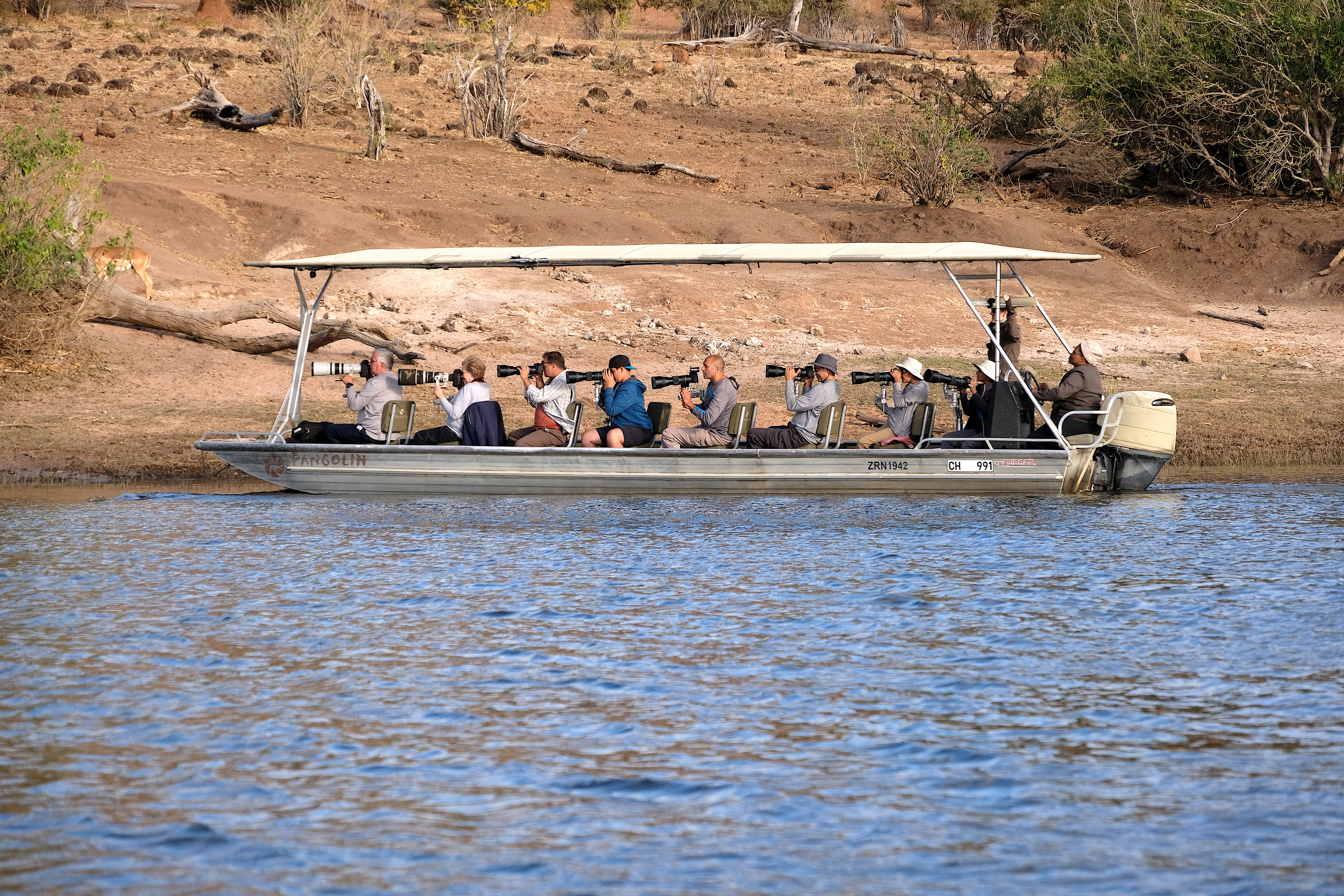
Amateurfotografen beim Fotografieren wilder Tiere am Chobe River / Botswana (2018)

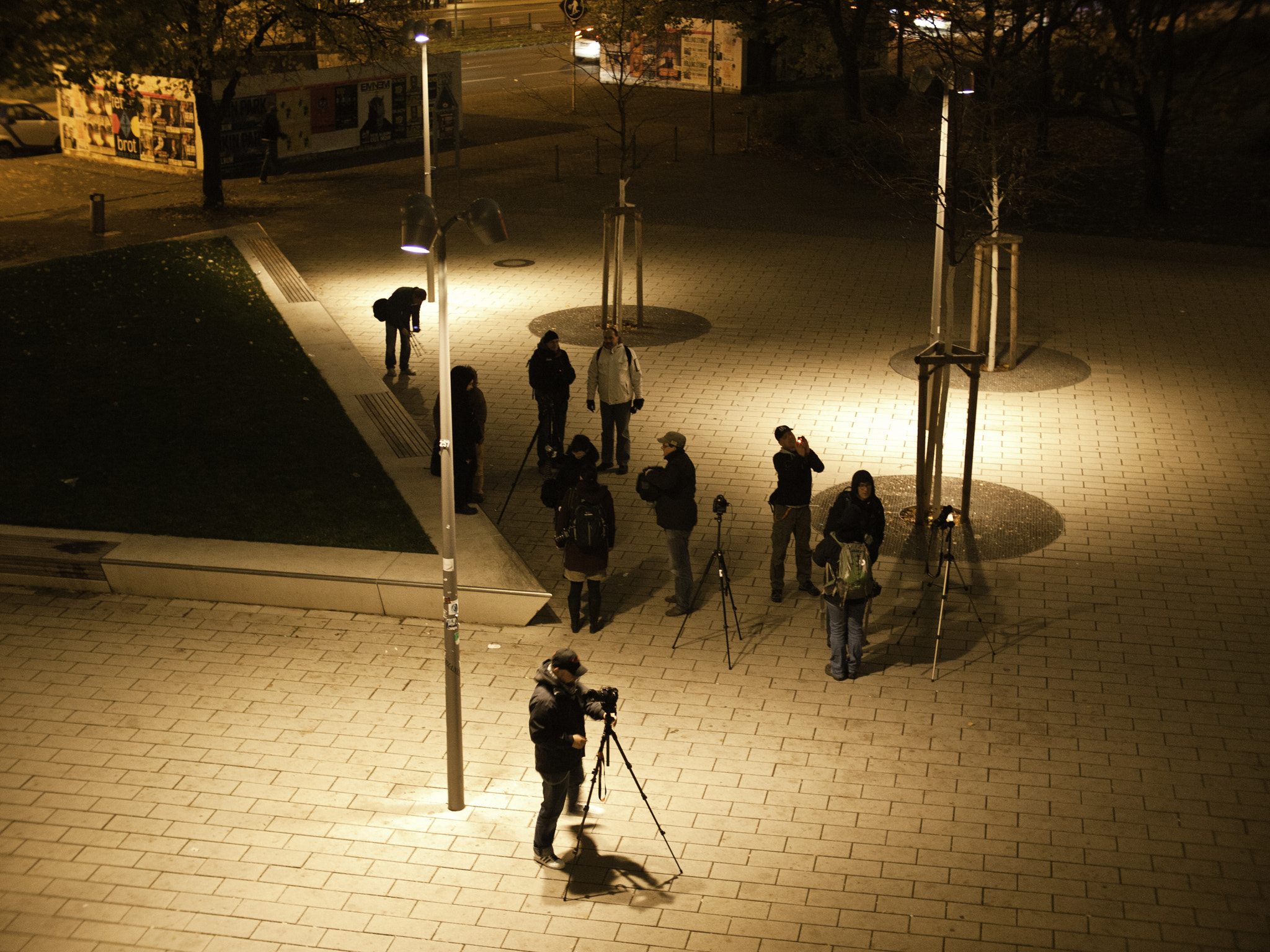
Fotoworkshop nachts

Amateurfotografie ist die Erstellung von fotografischen Aufnahmen als Freizeitbeschäftigung bzw. Hilfsmittel für ein Hobby und stellt keine Erwerbstätigkeit dar. Die ersten Vereinigungen von Amateurfotografen in Deutschland bildeten sich Anfang der 1890er Jahre. Ursächlich waren vereinfachte Technik und Massenproduktion.

## Geschichte
Der Beginn der „Amateurfotografie“ lässt sich auf Mitte/Ende der 1880er Jahre festlegen. Es kam infolge von technischen Weiterentwicklungen bei Fotokameras und Vereinfachung der Entwicklung von Aufnahmen zu Veränderungen. Einige Frauen und Männer, die finanziell unabhängig waren, begannen, sich Kameras zu kaufen und zu fotografieren, ohne daraus eine berufliche Tätigkeit werden zu lassen. Vergleichbar zu den Berufsfotografen schlossen sich die „Amateure“ in Vereinen zusammen und dokumentierten ihr Vereinsgeschehen in Zeitschriften. 1887 hatte sich in Wien der „Club der Amateur-Photographen“ gegründet. Als Vereinsorgan wurde die Photographischen Rundschau gewählt. Im selben Jahr etablierte sich in Berlin die „Deutsche Gesellschaft von Freunden der Photographie“ unter der Führung von Hermann Vogel, um „einen festen Boden zu schaffen für die Liebhaber“. Die Bildgestaltung änderte sich. Sie „befreite“ Porträtaufnahmen von diversen Requisiten der Ateliers, da Amateure i. d. R. keine Ateliers  besaßen. Amateure wählten überwiegend Motive im Freien. Eine nachträgliche Retusche war „verpönt“.

## Einordnung
Das Kennzeichen von Amateurfotografie ist, die Fotografie als Liebhaberei zu betreiben. Viele Amateurfotografen haben sich die Handhabung und/oder Nutzung von Kameras und Fototechnik autodidaktisch angeeignet. Sie schließen sich vielfach Vereinen und Clubs an, um im Austausch von Erfahrungen ihren Umgang mit Kamera und Fototechnik weiterzuentwickeln. Je nach Ausprägung ihrer Ambition verfügen Amateurfotografen über eine kleine oder umfangreiche Ausrüstung. Ihre fachlichen Kenntnisse sind umfangreicher als vieler Smartphonenutzer mit integrierter Digitalkamera, die heutzutage die meisten Fotografien erstellen. Ursächlich für den vereinfachten Zugang zur Fotografie waren immer technische Weiterentwicklungen. Ein weiteres gemeinsames Interesse gilt dem Austausch über Motive und Bildgestaltung eigener Aufnahmen. Für den Amateurfotografen ist das Motiv frei wählbar, dem Berufsfotografen wird es in Form eines Auftrages vorgegeben.

### Abgrenzung

#### Schnappschüsse
Aufnahmen, bei denen die Spontanität im Vordergrund steht, werden landläufig als Schnappschüsse bezeichnet. Dies Genre gehört nicht zur Amateurfotografie.

#### Gelegentlich
Personen, die im Rahmen ihrer Berufsausübung gelegentlich eine Kamera oder die Kamerafunktion eines Smartphones nutzen, sind nicht als „Amateurfotografen“ zu bezeichnen. Ihre Fotografien sollen lediglich zur Klärung eines Sachverhaltes beitragen, wie z. B. bei der Ermittlung eines Unfallgeschehens (Polizisten), von verursachten Schäden (Sachverständige), Erhaltungsgrad (Restauratoren) etc.

#### „Amateuraufnahmen“
Fotografien, deren Bildinhalte eine hohe Relevanz zuerkannt wird und von einer unbekannten oder einer nicht als Fotograf bekannten Person erstellt wurden, werden landläufig als „Amateuraufnahmen“ bezeichnet. Diese Bezeichnung dient der Abgrenzung von Aufnahmen/Fotografien von Berufsfotografen mit vergleichbaren oder ähnlichen Bildinhalten. Es ist aber falsch, aus der Bezeichnung „Amateuraufnahme“ abzuleiten, diejenigen als „Amateurfotografen“ zu titulieren, die diese Fotografien erstellt hätten.

#### Knipser
„Mit dem, was der Knipser fotografiert, wird das Terrain der individuellen Interessen abgesteckt, damit, wie er es fotografiert, macht sich der einzelne gegenüber fremden Blicken unkenntlich.“ Knipserfotos sind bildliche Zeugnisse des alltäglichen Lebens und der Sichtweise früherer Generationen.

### Bezeichnung „Fotograf“

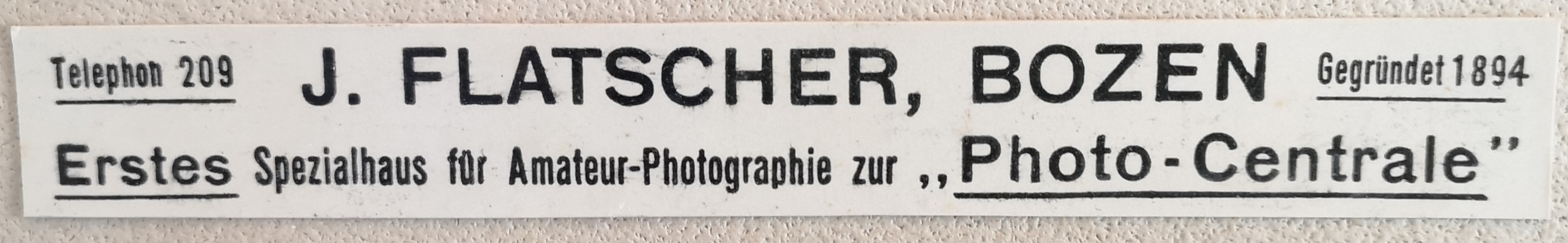
Werbebanner des Fotografen Josef Flatscher, Bozen 1914, mit der Berufsbezeichnung Amateur-Photographie

Die Berufsbezeichnung „Fotograf“ ist gesetzlich nicht geschützt, weshalb sich jeder „Hochzeits-“, „Reportage- oder Pressefotograf“ nennen darf, ohne eine Ausbildung zum Fotografen durchlaufen zu haben. Eine Abgrenzung der Arbeiten von Berufs- und Amateurfotografen ist schwierig. Wer sich als Fotograf selbständig machen will, benötigt ein Anmeldung bei der Gewerbekammer.

## Zitate
„Lassen Sie mich die Aufmerksamkeit auf einen der populärsten Irrtümer in Sachen Fotografie lenken – den Irrglauben, dass man herausragende Arbeiten oder was man dafür hält mit der Klassifizierung professionell belegt und den Ausdruck Amateur für alle unausgereiften oder ganz miserablen Fotografien bereithält. Tatsache ist, dass so ziemlich alle wichtigen Arbeiten von Menschen kommen und kamen, die aus Liebe zur Sache und nicht aus finanziellen Gründen fotografieren. Wie der Name besagt, arbeitet der Amateur aus Liebe zur Sache, und angesichts dieses Sachverhalts muss die Unhaltbarkeit dieser populären Unterscheidung offenkundig werden.“